# Microregione di Lavras da Mangabeira
Lavras da Mangabeira è una microregione dello Stato del Ceará in Brasile, appartenente alla mesoregione di Centro-Sul Cearense.

## Comuni
Comprende 4 municipi:
- Baixio
- Ipaumirim
- Lavras da Mangabeira
- Umari